# Kotlina Zajsańska

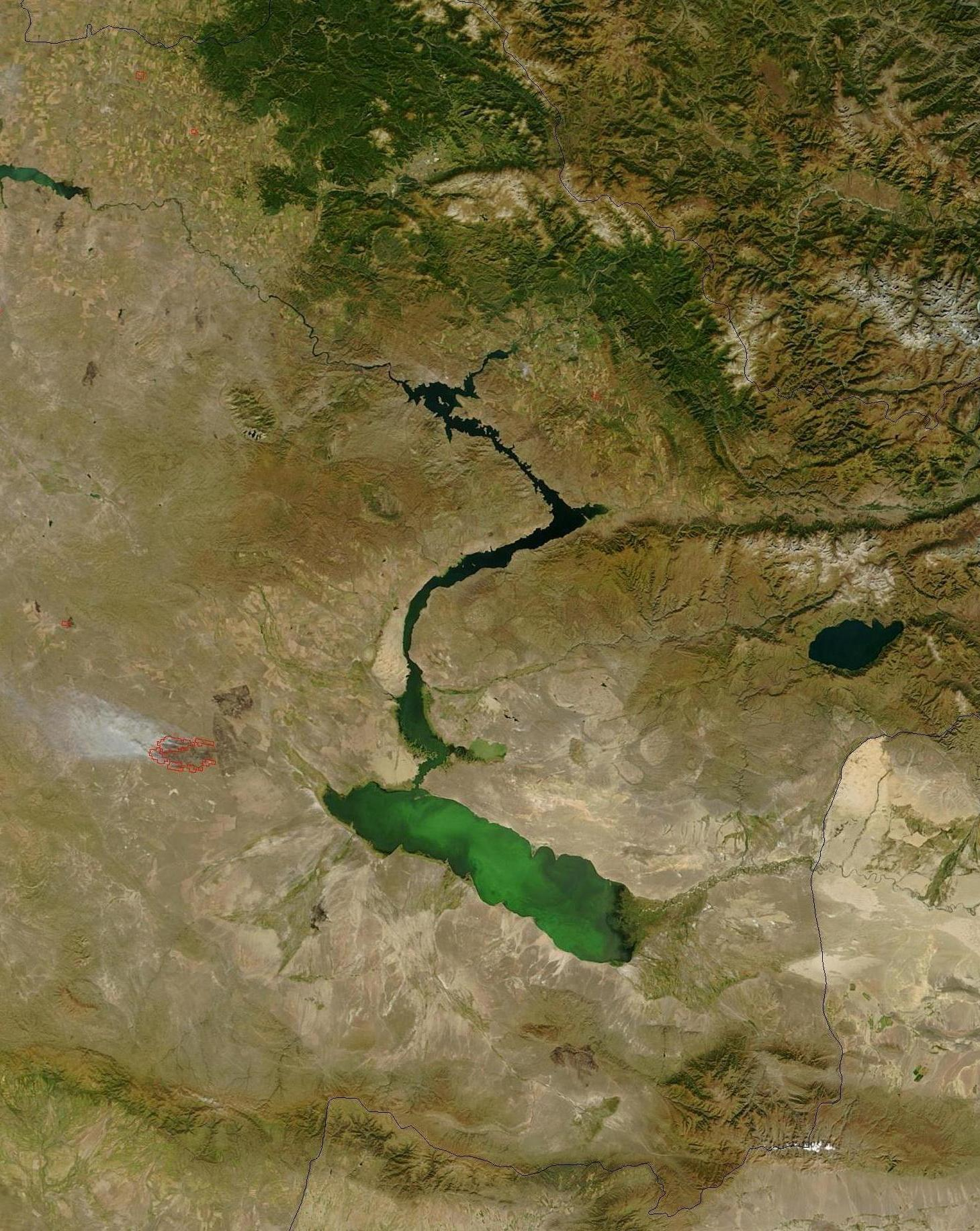
Zdjęcie satelitarne przedstawiające jezioro Zajsan i Kotlinę Zajsańską

Kotlina Zajsańska (chiń. upr. 斋桑盆地; chiń. trad. 齋桑盆地; pinyin Zhāisāng Péndì; kaz.: Зайсан қазан шұңқыры; Zajsan kazan szungkyry; ros.: Зайсанская котловина; Zajsanskaja kotłowina) – kotlina śródgórska w Chinach i Kazachstanie, ograniczona od północy południową częścią Ałtaju oraz pasmami Tarbagataj i Saur od południa. Najniżej położonym punktem kotliny jest jezioro Zajsan (370 m n.p.m.), najwyżej położone punkty znajdują się na wysokości 900–1000 m n.p.m. Kotlina zbudowana jest z kenozoicznych piasków rzecznych i jeziornych oraz gliny. Dominuje krajobraz półpustynny. Wody rzek spływających z okolicznych gór są używane do nawadniania pól uprawnych. W delcie Czarnego Irtyszu występują pastwiska i lasy łęgowe.